# 常德 (正黃旗)
常德，正黄旗人，清朝政治人物。举人出身。
乾隆三十九年（1774年），擔任清朝廣州府南海縣知縣。后由徐與蕃接任。